# Akoupé
Akoupé est une ville du sud-est de la Côte d'Ivoire, située à 142 km d'Abidjan. Précédemment chef-lieu de sous-préfecture, rattachée à la circonscription départementale d'Adzopé, Akoupé est elle-même érigée en département, devenu fonctionnel depuis juin 2007. Les coordonnées de la ville sont les suivantes : latitude 6,38° nord, longitude 3,87° ouest.
Les populations autochtones de cette localité appartiennent au groupe ethnique Attié, également nommé Akyé.
La ville d'Akoupé est aussi qualifié par Kettin ou Kuettun qui veut dire en langue Attié  "soleil levant".

## Démographie
| 1975   | 1988   | 2010   |
| ------ | ------ | ------ |
| 10 873 | 20 393 | 34 356 |